# Невкипелый, Георгий Терентьевич
Георгий Терентьевич Невкипелый (3 ноября 1913 — 15 декабря 1941) — командир эскадрильи 65-го штурмового авиационного полка Московской зоны обороны, капитан. Герой Советского Союза.

## Биография
Родился 3 ноября 1913 года в городе Екатеринодар, ныне Краснодар, украинец. С 1922 года работал слесарем на заводе «Главмаргарин». В Красной Армии с 1932 года, вновь с 1935 г. Участник советско-финской войны 1939—1940 годов. На фронтах Великой Отечественной войны с июня 1941 года. В начале осени 1941 года был направлен на защиту Москвы.
Под Москвой совершил двадцать девять успешных боевых вылетов, уничтожив несколько вражеских танков, двести пятьдесят автомашин с пехотой, сжёг семь самолётов противника. Погиб 15 декабря 1941 года.
Указом Президиума Верховного Совета СССР «О присвоении звания Героя Советского Союза начальствующему составу Военно-воздушных сил Красной Армии» от 24 февраля 1942 года за «образцовое выполнение боевых заданий командования на фронте борьбы с немецкими захватчиками и проявленные при этом отвагу и геройство» удостоен посмертно звания Героя Советского Союза.

## Память

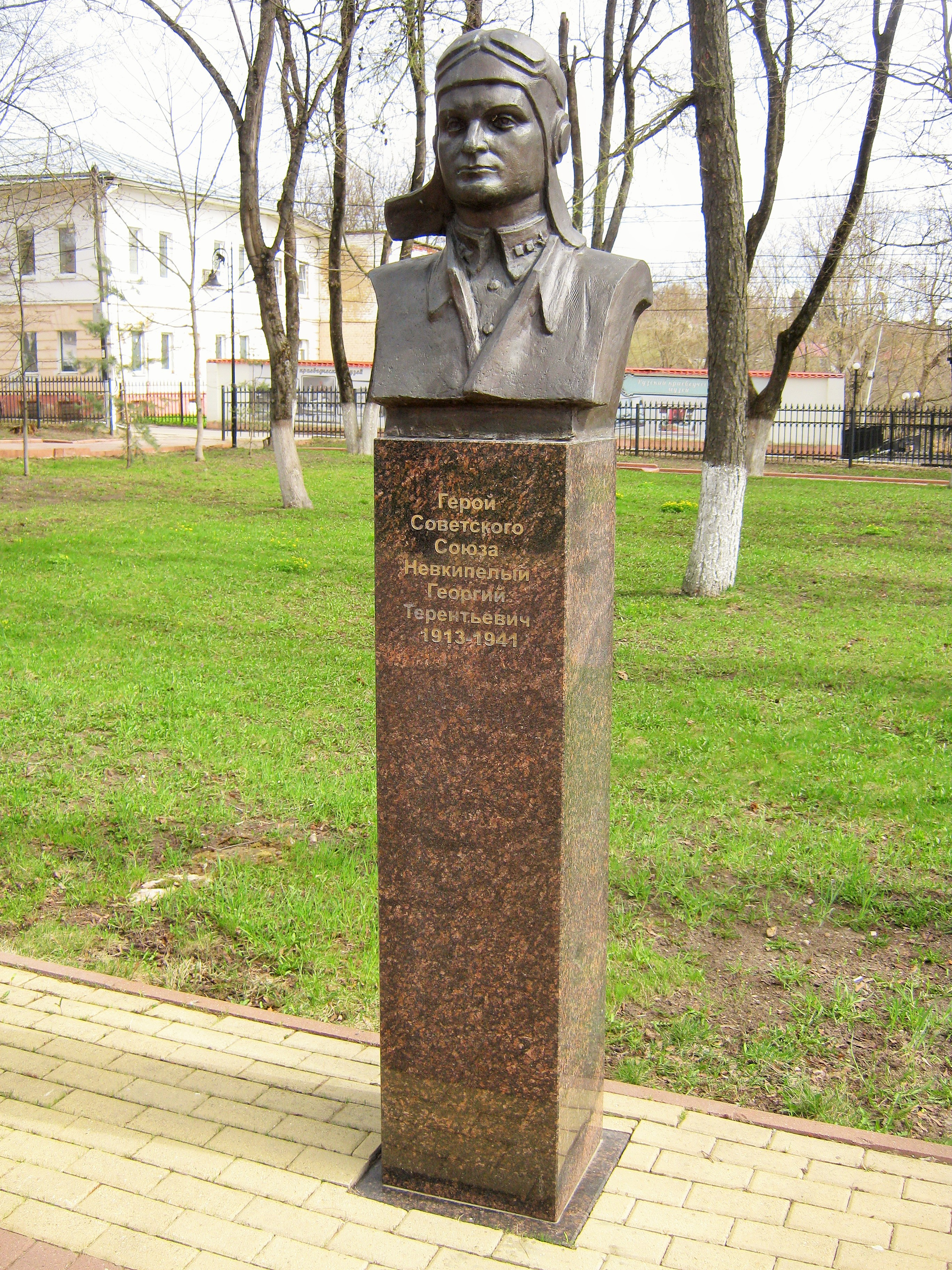
Бюст Г. Т. Невкипелого на площади Партизан в Рузе

- В Краснодаре в честь Георгия Невкипелого 12 декабря 1975 г. названа улица в микрорайоне Гидростроителей[4]
- В честь лётчика названа улица в посёлке Дорохово Московской области, здесь же установлена посвящённая ему мемориальная доска
- В мемориальном парке на Площади Партизан в городе Руза Московской области установлен бюст лётчика
- Невкипелый упоминается в 5-й главе книги Д. С. Землянского «Высокое небо Витрука» (Киев: Политиздат Украины, 1983. — 174 с.)
- Средней школе 46 города Краснодара присвоено имя Невкипелого Георгия Терентьевича. Во дворе школы установлен бюст героя.[5]